# Església de Sant Esteve de Vilarasa
L'Església de Sant Esteve de Vilarasa és una església del municipi de Talamanca (Bages) inclosa en l'Inventari del Patrimoni Arquitectònic de Catalunya.

## Descripció
És una petita capella situada dins de Masia de Sant Esteve de Vilarasa. Consta d'una petita nau única de forma rectangular i de capçalera carrada. El portal és adovellat; les dovelles són bastant grans i en una d'elles hi ha la data de 1636, any en què fou profundament modificada. El campanar és d'espadanya doble per a dues campanes, i s'hi puja per unes escales de pedra, situades en un lateral.
Adossats a la nau hi ha uns engrandiments que serveixen de capelles laterals. Donen solidesa a l'edifici uns contraforts situats a l'exterior de la capçalera, els laterals i en la part frontal. L'aparell és recobert amb arrebossat.

## Història
Aquesta església es trobava dins l'antic terme del castell de Talamanca i anteriorment dins el de Nèspola, en un lloc conegut com a Vilarasa. El lloc de Vilarasa ja apareix documentat al 960 com a Vila Rara situada al terme de Valle Nespola.
El primer document que parla de l'església és del 1017 i l'ubica al costat del riu Telario, que és l'actual riera de Talamanca o de Sant Esteve. El 1030 l'església es documenta com a Sant Esteve de Vilarasa i el 1282 com a sufragània de la parroquial de Talamanca. La seva funció degué ser sempre la de sufragània de l'Església parroquial de Talamanca i en tenim constància en altres documents com el del 1685. El 1636, data que apareix al portal, l'església fou profundament remodelada.
La capella fou victima de la Guerra Civil Espanyola el 1936 quan foren robades les campanes i la imatge del sant destruïda. Darrerament, l'any 1994, es retirà tota la vegetació que cobria la façana i es feren reconstruccions puntuals. Actualment l'edifici no té culte habitual.